# Skye Bridge
Il Skye Bridge (in gaelico scozzese Drochaid an Eilein Sgitheanaich) è un ponte stradale sul Loch Alsh, in Scozia, che collega l'isola di Skye all'isola di Eilean Bàn. Il nome è utilizzato anche per l'intero Skye Crossing, un sistema che collega ulteriormente Eilean Bàn alla terraferma attraverso il viadotto Carrich.